# Фаина Рањевскаја
Фаина Георгијевна Рањевскаја (рус. Фаина Георгиевна Раневская), рођена као Фани Гиршевна Фељдман (рус. Фанни Гиршевна Фельдман; 27. август 1896. Таганрог, Русија-19. јул 1984. Москва, Русија) била је руска и совјетска позоришна и филмска глумица.
Данашњи новинари је често називају једном од највећих руских глумица 20. века и „краљицом другог плана”.

## Биографија
Фаина Фељдман је рођена 27. августа 1896. у Таганрогу у добростојећој јеврејској породици. Осим Фаине, у породици су била још три сина (Лазар, Рудолф и Јаков) и ћерка Бела. Школовала се у Мариинској женској гимназији Таганрогу. Стекла је образовање, у то време уобичајено за девојку из богате породице. Учила је музику, певање и стране језике. Са 14 година је почела да похађа школу глуме, коју је завршила 1914. године. Преселила у Москву 1915. године. Тамо се упознаје са Марином Цветајевом, Осипом Мандељштамом и Владимиром Мајаковским. Родитељи и браћа глумице су након револуције напустили Русију и настанили се у Прагу.
На почетку каријере је играла у многим провинцијским позориштима, на Криму, у Ростову на Дону, Бакуу, Архангелску, Смоленску, а од 30-их година 20. века и у више московкских позоришта. Скоро четврт века је играла у позоришту Моссовета, где је одиграла две своје најпознатије улоге, Мисис Севиџ и Луси Купер.
Рад у позоришту Моссовета је био обележен сталним сукобом глумице и главног редитеља Јурија Завадског. Сукоб је избијао око стваралачких метода, за које су се залагали глумица и режисер, а које су се често разилазиле. Глумица се залагала за глуму, блиску  Брехтовом схватању позоришта.
На филму је дебитовала 1934. године у филму Михаила Рома "Дунда" (рус. „Пышка”). Почетком Другог светског рата ангажована је у студију Мосфиљма и Узбекфилма.
Играла је много чешће у позоришту него на филму. На филму је играла различите улоге: нервозну Љаљу у комедији  „Поткидыш” (1939),  домаћицу у мјузиклу-комедији "Весна" (1947),  и злу маћеху у класичној бајци "Пепељуга" (рус. "Золушка" )(1947). Свој глас је позајмила улози Фрекен Бок за цртани филм "Карлсон вернулся "(1970).
Маштала је о улози у филму Сергеја Ејзенштајна и 1944. Јој је додељена улога Јефросине Ставрицке у филму "Иван Грозни", али је улогу ипак добила Серафима Бирман.
Била је члан Савеза филмских уметника СССР.
Глумица је театрално осмишљавала и сопствени свакодневни живот, претварајући га повремено у својеврстан трагикомични спектакл. У томе управо лежи тајна њене популарности, која је постала независна од њеног сценског живота. Својеврстан стил изражавања и понашања се одразио у великом фолклору, где све епизоде нису сасвим тачне. Многе њене изјаве, као и оне које су јој приписане, су постале крилатице, чему су допринеле њена оштрина, оригиналност, одсуство самоцензуре, слобода размишљање (жаргонска лексика нпр). Истанчан осећај за стил  јој је дозвољавао да наступа у пародији, и то не само сценској.
Глумица је волела да чита Пушкина.
За 60 година рада глумица је остварила десетине позоришних улога и око тридесет филмских улога.
Тешко је поднела смрт пријатеља, глумца Соломона Михоелса.
Једино биће, које је ублажавало њену самоћу је био пас Маљчик, кога је спасла са улице.
Умрла је 19.јула 1984. у Москви, у 88 години живота од инфаркта и пнеумоније.
Сахрањена је на Новом Донском гробљу у Москви, на које је сахрањена и њена сестра Бела. На њен гроб је постављена фигура њеног пса, Маљчика.

## Награде
- Заслужна уметница РСФСР (1937)
- Народна уметница РСФСР (1947)
- Народна уметница СССР (1961)
- Стаљинова награда другог степена (1949)
- Стаљинова награда другог степена (1951)
- Стаљинова награда трећег степена (1951)
- Орден Лењина (1976)
- Медаља 800 година Москве (1976)

## Сећања
- На кући у којој је живела у Москви је 1987. откривена меморијална плоча.[5]
- У Тјумењу је отворен ресторан Чайная у Раневской украшен њеним цитатима, а називи јела су преузети из филмова, у којима је глумица играла.
- Гугл је 27. августа 2011. године у част 115 година од рођења глумице поставио логотип са ликом глумице
- Енциклопедија Who is who је 1992. године уврстила у десет најзначајнијих глумица 20. века.[6]
- 2008. мај је у Таганрогу основан Међународни позоришни фестивал који носи име Фаине Рањевске.